# Challenger (rumfærge)
 For alternative betydninger, se Challenger. (Se også artikler, som begynder med Challenger)
Rumfærgen Challenger (NASA OV-099) (4. April, 1983 – 28. Januar, 1986) var NASA's anden rumfærge. Dens jomfrurejse fandt sted den 4. april 1983. Den fløj yderligere 8 gange, inden den på sin 10. mission (mission 51-L) den 28. januar 1986, eksploderede 73 sekunder efter start. Hele besætningen på 7 astronauter omkom. Den blev erstattet af rumfærgen Endeavour, der fløj første gang den 7. maj 1992, godt 6 år efter Challengers forlis.
Besætningen på 51-L bestod af: Gregory Jarvis, Christa McAuliffe, Ronald McNair, Ellison Onizuka, Judith A. "Judy" Resnik, Michael J. Smith og Dick Scobee. Alle omkom.
Challenger-katastrofen skete 73 sekunder efter start d. 28. januar 1986. I sekunderne umiddelbart efter eksplosionen lød der følgende lakoniske bemærkning fra kontrolcenteret i Houston: "Obviously a major malfunction" ("tydeligvis en større funktionsfejl"). Det blev senere fastslået at ulykken skyldtes en defekt O-ring mellem to sektioner i en af faststofraketterne. Defekten opstod fordi O-ringen ikke kunne tåle frost. En stikflamme fra den defekte samling mellem faststofrakettens sektioner brændte hul i hovedbrændstoftanken og antændte brændstoffet heri. Det tog omkring 18 måneder at finde og rette fejlen, før rumfærgeopsendelserne kunne fortsætte.
Resterne af Challenger er deponeret i en nedlagt raketsilo på Cape Canaveral i Florida. Challenger fuldførte 9 missioner, har været 62 dage i rummet og kredset 995 gange om Jorden.
Countrysangeren John Denver, som var engageret i USA's rumprogram, lavede i 1986 sangen Flying for Me, til minde om besætningen på Challenger.

## Flyvninger
| #    | Dato             | Mission  | Kort beskrivelse af missionen.            |
| ---- | ---------------- | -------- | ----------------------------------------- |
| 1    | 1983 4. april    | STS-6    | TDRS-1.                                   |
| 2    | 1983 18. juni    | STS-7    | Anik C-2 og Palapa B-l.                   |
| 3    | 1983 30. august  | STS-8    | INSAT-1B.                                 |
| 4    | 1984 3. februar  | STS-41-B | Første rumvandring med MMU.               |
| 5    | 1984 6. april    | STS-41-C | Udsætning af LDEF og rep. af solsatellit. |
| 6    | 1984 5. oktober  | STS-41-G | ERBS.                                     |
| 7    | 1985 29. april   | STS-51-B | Spacelab 3.                               |
| 8    | 1985 29. juli    | STS-51-F | Spacelab 2.                               |
| 9    | 1985 30. oktober | STS-61-A | Spacelab D1.                              |
| (10) | 1986 28. januar  | STS-51-L | TDRS-2.                                   |

## Relaterede artikler
- Richard Feynman
- Sally Ride
- Orion
- Buran (rumfærge)
- Rogers-kommissionen
- Challenger-ulykken